# Surveyor Lake, Nipissing District
Surveyor Lake är en sjö i Kanada.   Den ligger i Nipissing District och provinsen Ontario, i den sydöstra delen av landet, 400 km väster om huvudstaden Ottawa. Surveyor Lake ligger 291 meter över havet. Arean är 0,41 kvadratkilometer. Den sträcker sig 1,6 kilometer i nord-sydlig riktning, och 0,7 kilometer i öst-västlig riktning.
I omgivningarna runt Surveyor Lake växer i huvudsak blandskog. Trakten runt Surveyor Lake är nära nog obefolkad, med mindre än två invånare per kvadratkilometer.